# 江宏偉
江宏偉（1957年—），江蘇無錫人，中國現代畫家。擅長中國畫。歷任南京藝術學院講師。現為南京藝術學院副教授、碩士生導師、中國美術家協會會員。作品曾參加第六、七、八屆全國美展以及批評家提名展、全國藝術大展、首屆北京國際雙年展等。曾在廣東、日本及台灣、香港等地區多次舉辦個人畫展，並在美國、澳大利亞、加拿大、韓國、新加坡等地美術館博物館參展。

## 生平
- 1974年，考入南京藝術學院美術系。
- 1977年，畢業於南京藝術學院美術系，留校任教。從該院教授李長白、劉菊清學習工筆花鳥畫。
- 1984年，作品《網影曉聲》參加「第六屆全國美展」。
- 1985年，《江蘇畫刊》專題介紹。
- 1986年，參加在中央美院陳列館舉辦的「江蘇九人展」。
- 1987年，作品在香港萬玉堂展出。作品《棲鳥》為江蘇美術館收藏。有四幅作品被編入韓國出版的《中國現代彩墨畫》大型畫冊中 。
- 1988年，有十幅作品參加在中國美術館舉辦的「花與鳥─八人畫展」《江蘇畫刊》專題介紹。
- 1989年，應邀赴日本訪問，在阪急美術畫廊舉辦畫展。作品《荷塘又禽》參加「第七屆全國美展」。有十幅作品在美國哈佛大學展出 。《江宏偉花鳥畫選》郵北京榮寶齋出版。
- 1990年，《中國畫》專題介紹。
- 1991年，香港大業公司出版《江宏偉花鳥畫集》。
- 1992年，於香港西武畫廊舉辦「江宏偉花鳥畫展」於台北蟠龍藝術中心舉辦「江宏偉工筆花鳥畫展」。於日本東京西武畫廊、東京京王百貨、大阪西武畫廊舉辦「江宏偉畫展」。於日本大阪阪急畫廊舉辦「江宏偉花鳥畫展」。
- 1993年，參加在中國美術館舉辦的「批評家提名展」。
- 1994年，參加新加坡舉辦的「中國水墨十家展」。作品《荷塘四連展》參加「第八屆全國美展」。
- 1995年，應邀訪問台灣，在台灣國父紀念館舉辦畫展。
- 1996年，在台灣舉辦畫展。福建美術出版社出版《當代精英畫家作品集》。參加深圳博物館舉辦「當代中國畫名家聯展」。參加上海美術館舉辦「中國新文人畫展」 。
- 1997年，參加文化部主辦「中國藝術大展」應邀赴美國訪問。參加澳大利亞悉尼美術館舉辦「中國畫展」。河北教育出版社出版大型畫集《二十世紀下半葉中國畫家叢書─江宏偉》。參加中國美術館舉辦：「新文人畫展」。
- 1998年，《江蘇畫刊》專題介紹。《藝苑》專題介紹。《藝術界》專題介紹。出版《中國當代名家手稿─江宏偉》（湖北美術出版社）。在日本現代藝術中心舉辦「江宏偉展」赴歐洲七國考察。在比中友協舉辦雙人展。
- 1999年，參加中國美協主辦的「跨世紀中國畫名家二十一人畫展」（中國美術館）。參加廣州「華藝廊」舉辦的「江宏偉工筆花鳥畫展」。出版畫冊《華藝廊叢書—江宏偉》（廣州出版社）。

## 作品風格
著重於發掘傳統工筆花鳥畫的精髓，其作品具有深沉而靜穆的審美情趣，並表現出現代式的古典情懷。
江宏偉曾說：「在畫畫時，不應該有太多顧忌或與什麼人有過於相像，我們投入到自然裡去發現了美，如果它是真正打動你的，就不必多慮這種美，是否曾經有人揭示過，如果這真是你體驗到的，你不必為了不與人雷同而放棄它。」

## 獲獎紀錄
- 1985年，作品《春雨》獲全國青年美展鼓勵獎
- 1988年，作品《荷花棲鳥》獲「八八北京國際水墨畫展」優秀獎。
- 1994年，作品《雞冠花》獲「全國重彩工筆畫展」三等獎。